# أحمد عيسى أبو حسين
أحمد عيسى أبو حسين هو وزير السياحة والآثار في دولة مصر منذ آب/أغسطس 2022 خلفاً لخالد العناني.

## التعليم
حصل أحمد أبو حسين على بكالوريوس تجارة شعبة المحاسبة من كلية التجارة جامعة عين شمس عام 1991، ثم نال درجة الماجستير في إدارة الأعمال من جامعة نورث كارولينا بالولايات المتحدة الأمريكية عام 2003.

## المسيرة المهنية
أسس إدارة التخطيط الإستراتيجي للبنك التجاري الدولي عام 2003 وأصبح أول رئيسًا لها، وكان أحد القيادات التي مكنت البنك من تعظيم القيمة السوقية لحقوق مساهميه من 2 مليار جنيه عام 2003 إلى 120 مليار جنيه عام 2020، كما إرتفعت أرباح البنك من 400 مليون جنيه إلى 16 مليار جنيه.[بحاجة لمصدر] بدأت مسيرة أحمد المهنية الفعليّة عام 1993 في أحد فروع البنك التجاري الدولي وترقى بقطاع الائتمان وتمويل المؤسسات حتى اختير كأحد مؤسسي شركة CIBC (أحد أكبر شركات تداول الأوراق المالية في مصر) ورئيسًا لإدارة البحوث سنة 1998. لعب دورًا في إعادة هيكلة شركة مصر للطيران خلال عضوية مجلس إدارة شركتها القابضة وعضوية المجلس الأعلى للتسعير بقطاع الطيران، كما شغل العديد من المناصب أهمها: رئيس القطاع المالي للبنك وشركاته، العضو المنتدب لشركة سي آي كابيتال، رئيس مجلس إدارة شركة كوربليس ورئيس مجلس إدارة مجموعة شركات فالكون جروب ورئيس مجلس إدارة شركة التجاري الدولي للتمويل، فضلًا عن رئاسة لجنة البنوك في غرفة التجارة الأمريكية بالقاهرة، وعضوية مجلس إدارة جهاز التجارة الداخلية التابع لوزارة التموين والتجارة الداخلية وعضو مجلس إدارة غير تنفيذي (منتخب) بغرفة التجارة الأمريكية بالقاهرة، عضو مجلس إدارة شركة مصر للطيران القابضة، عضو مجلس إدارة هيئة تنمية صناعة تكنولوجيا المعلومات "إيتيدا"، وعضو في المجلس الإقليمي لقيادات الشرق الأوسط وشمال افريقيا التابع لمؤسسة ماستر كارد العالمية.